# Bydgoska Aleja Autografów
Bydgoska Aleja Autografów – zbiór płaskorzeźb wmurowanych w nawierzchnię ulicy Długiej w Bydgoszczy, między ulicami Jana Kazimierza i Stefana Batorego, przedstawiających odwzorowane w granicie podpisy osób zasłużonych dla Bydgoszczy. Pierwszy autograf został wmurowany w 2007 roku. Podpisy osób odwzorowuje bydgoski artysta Michał Kubiak. Uroczystość odsłonięcia odbywa się zazwyczaj 6 grudnia, w dniu święta patrona miasta, św. Mikołaja.

## Historia
Bydgoska Aleja Autografów jest owocem konkursu na nową atrakcję Bydgoszczy, który rozpisano w 2007 r. Na konkurs napłynęły 123 propozycje. Urząd Miejski w Bydgoszczy rozstrzygnął konkurs w listopadzie 2007 r. Autorką zwycięskiego pomysłu "Bydgoskiej Alei Autografów" była Halina Piechocka-Lipka, dyrektor wydziału kultury Urzędu Miasta.
W grudniu 2008 roku płyta z autografem Zbigniewa Bońka pękła pod kołami przejeżdżającego samochodu.

## Lista wyróżnionych w Bydgoskiej Alei Autografów
| 6 grudnia 2007       | Irena Szewińska, Rafał Blechacz, Zbigniew Boniek, Jerzy Hoffman, Adam Sowa                   |
| 19 marca 2008        | Lech Wałęsa                                                                                  |
| 6 grudnia 2008       | Tomasz Gollob, Kazimierz Karabasz, Edmund Obiała, Katarzyna Popowa-Zydroń                    |
| 6 grudnia 2009       | Irena Santor, Radosław Sikorski, Janusz Zemke                                                |
| 6 grudnia 2010       | Marek Harat, Andrzej Maleszka, Zbigniew Nowek                                                |
| 6 grudnia 2011       | Jerzy Derenda, gen. bryg. Zygmunt Duleba i kpt. Bronisław Radliński                          |
| 10 listopada 2012    | Leonard Pietraszak, Robert Sycz, Małgorzata Czajkowska-Malinowska                            |
| 9 listopada 2013     | Eleonora Harendarska, Jan Kulczyk, Zygfryd Żurawski                                          |
| 10 listopada 2014    | Zbigniew Pawłowicz, Tomasz Zaboklicki, Michał Winiarski                                      |
| 11 listopada 2015    | Maciej Figas, Paweł Łysak, Zbigniew Włodarczyk                                               |
| 8 października 2016  | Beata Mikołajczyk, Michał Kubiak                                                             |
| 23 września 2017     | Jerzy Riegel, Wojciech Zegarski, Magdalena Fularczyk-Kozłowska, Natalia Madaj                |
| 8 września 2018      | Krzysztof Herdzin, Arkadiusz Jawień, Józef Szala                                             |
| 12 października 2019 | Jan Rulewski, Antoni Tokarczuk, Tomasz Sekielski, Marek Sekielski                            |
| 23 września 2020     | Aleksander Araszkiewicz, Marek Gotowski, Janusz Kutta, Marek Romaniuk, Stanisław Błażejewski |
| 27 listopada 2021    | Iga Baumgart-Witan, prof. Piotr Salaber, prof. dr hab. Mariusz Wysocki                       |
| 22 października 2022 | Hanna Sowińska, Roman, Czesław, Ryszard i Stanisław Abramczykowie                            |
| 28 października 2023 | Krystyna Gawek, Marek Chełminiak, Roman Ossowski                                             |
| 26 października 2024 | Stanisław Lejkowski, Jan Wróblewski                                                          |

## Lista usuniętych tablic z Bydgoskiej Alei Autografów
- 4 listopada 2013 r. na osobistą prośbę gen. bryg. Zygmunta Duleby skierowaną do prezydenta Bydgoszczy Rafała Bruskiego usunięto tablicę imienną generała z Bydgoskiej Alei Autografów[22]. Powodem zaistniałej sytuacji była informacja uzyskana w trakcie postępowania lustracyjnego, ukazująca współpracę gen. Dulęby jako tajnego współpracownika Wydziału WSW 5. Dywizji Pancernej od 7 kwietnia 1978 roku do 27 sierpnia 1980 roku[23].

## Kapituła
O uhonorowaniu osoby umieszczeniem jej podpisu w Bydgoskiej Alei Autografów decyduje kapituła, w skład której wchodzą osoby sprawujące funkcje:
- przewodniczący Rady Miasta Bydgoszczy
- przedstawiciel biskupa diecezji bydgoskiej
- rektor Uniwersytetu Kazimierza Wielkiego
- rektor Politechniki Bydgoskiej
- redaktor naczelny oddziału Gazety Wyborczej w Bydgoszczy
- redaktor naczelny Gazety Pomorskiej
- redaktor naczelny Expressu Bydgoskiego
- dyrektor oddziału TVP Bydgoszcz
- prezes zarządu - redaktor naczelny Polskiego Radia Pomorza i Kujaw
- sekretarz miasta Bydgoszczy
- zastępca prezydenta Bydgoszczy

## Galeria

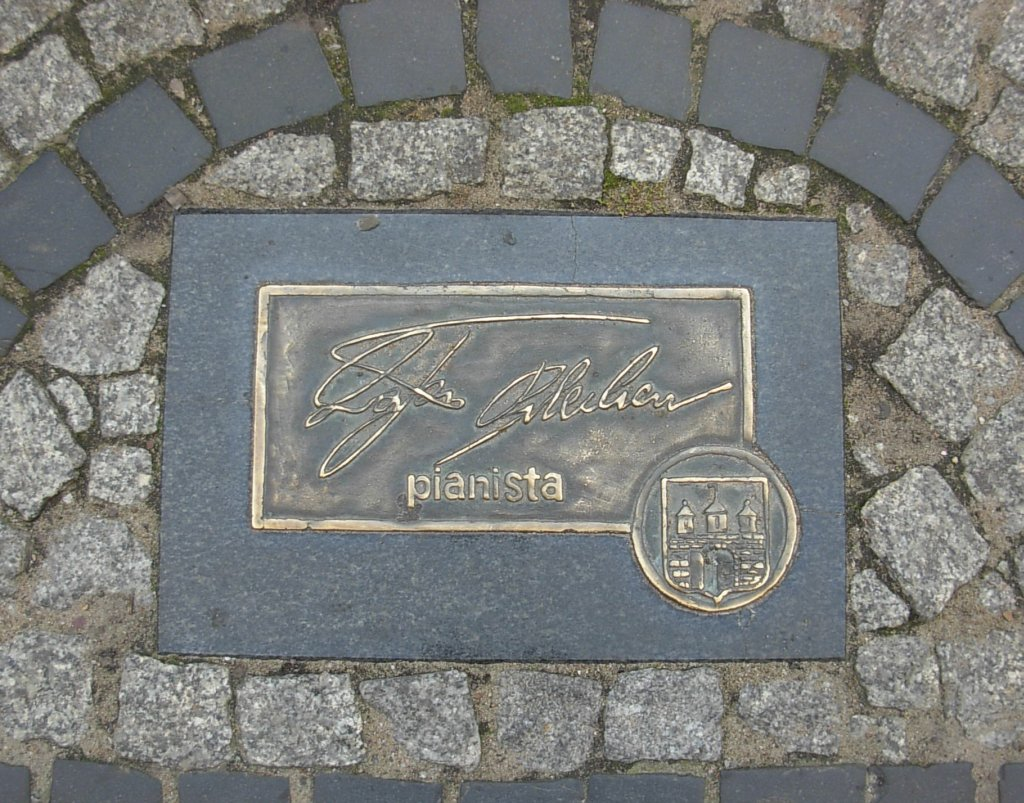
Rafał Blechacz - pianista, 2007
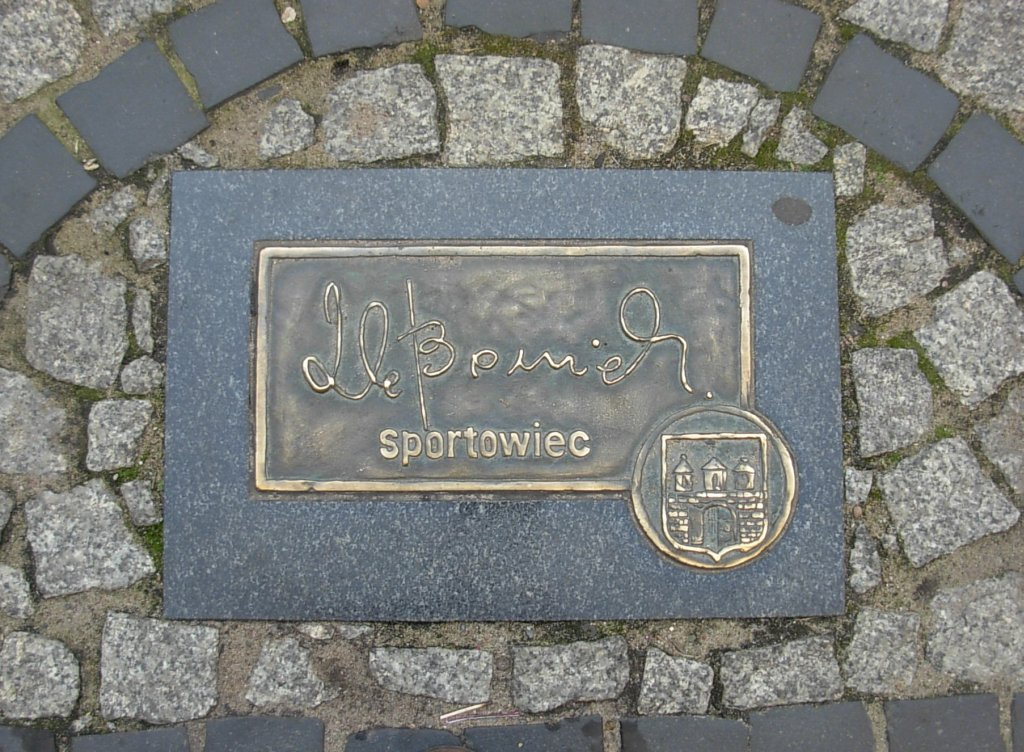
Zbigniew Boniek - sportowiec, 2007
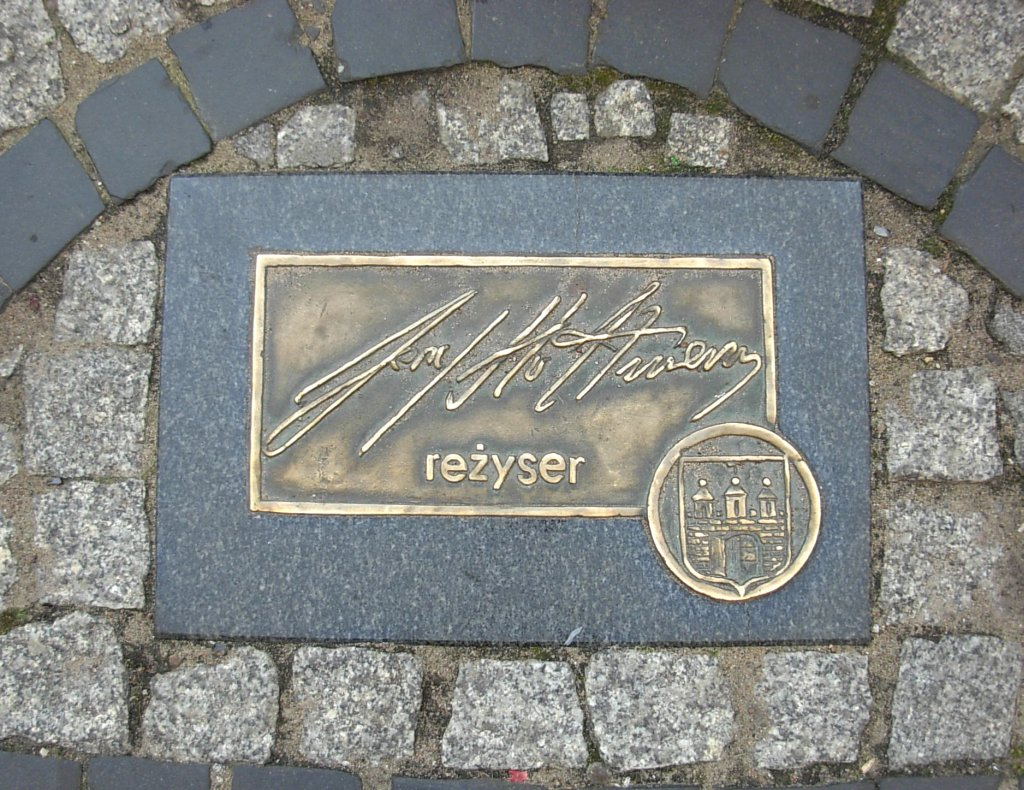
Jerzy Hoffman - reżyser, 2007
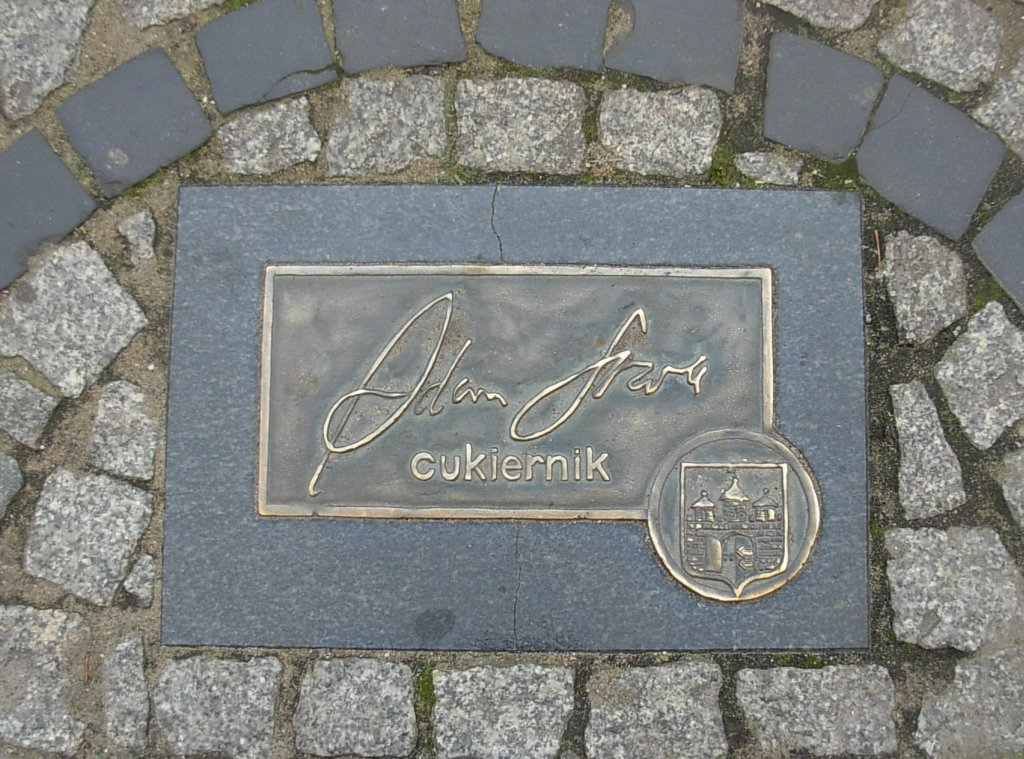
Adam Sowa - cukiernik, 2007
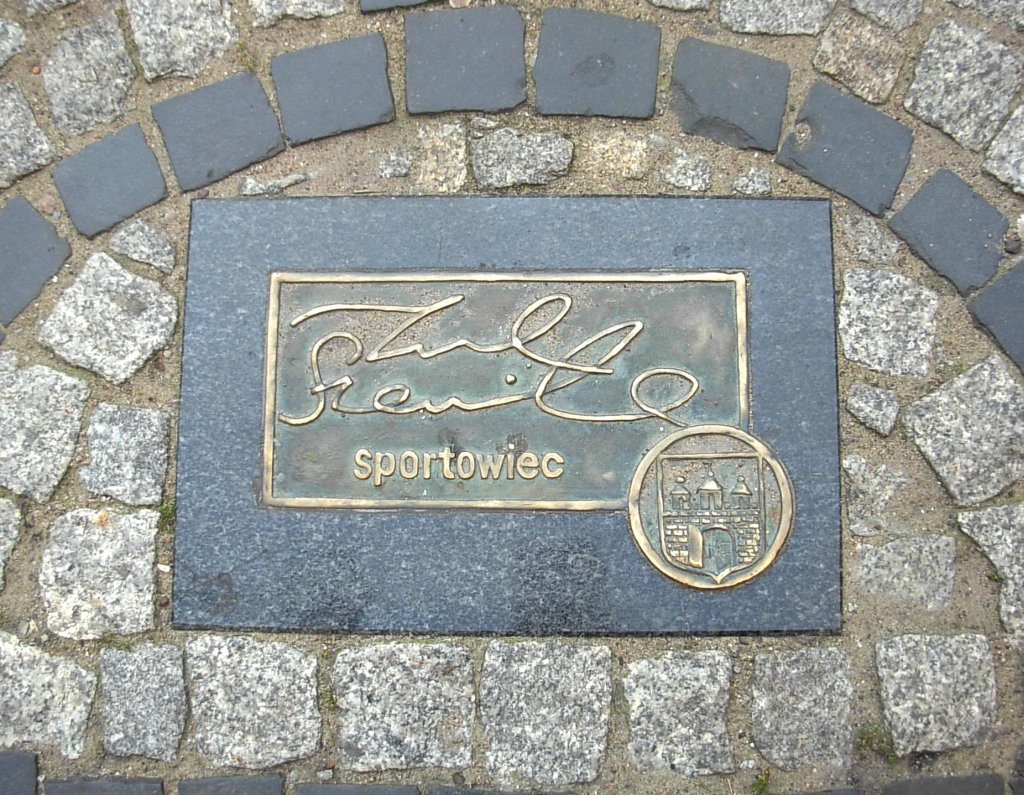
Irena Szewińska - sportowiec, 2007
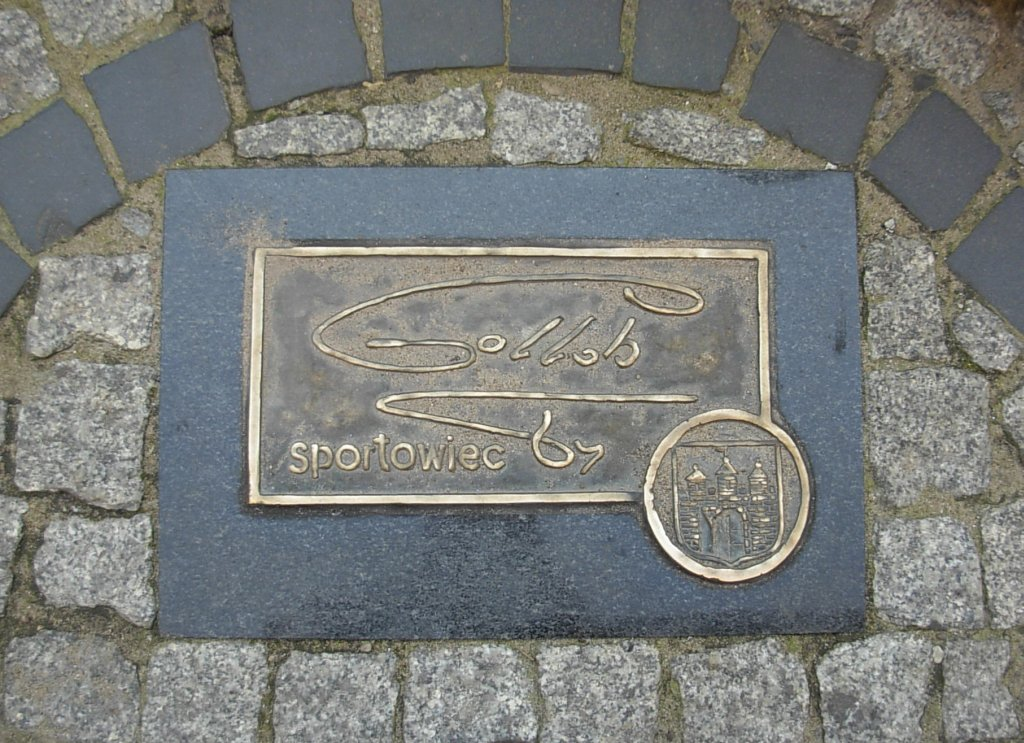
Tomasz Gollob - sportowiec, 2008
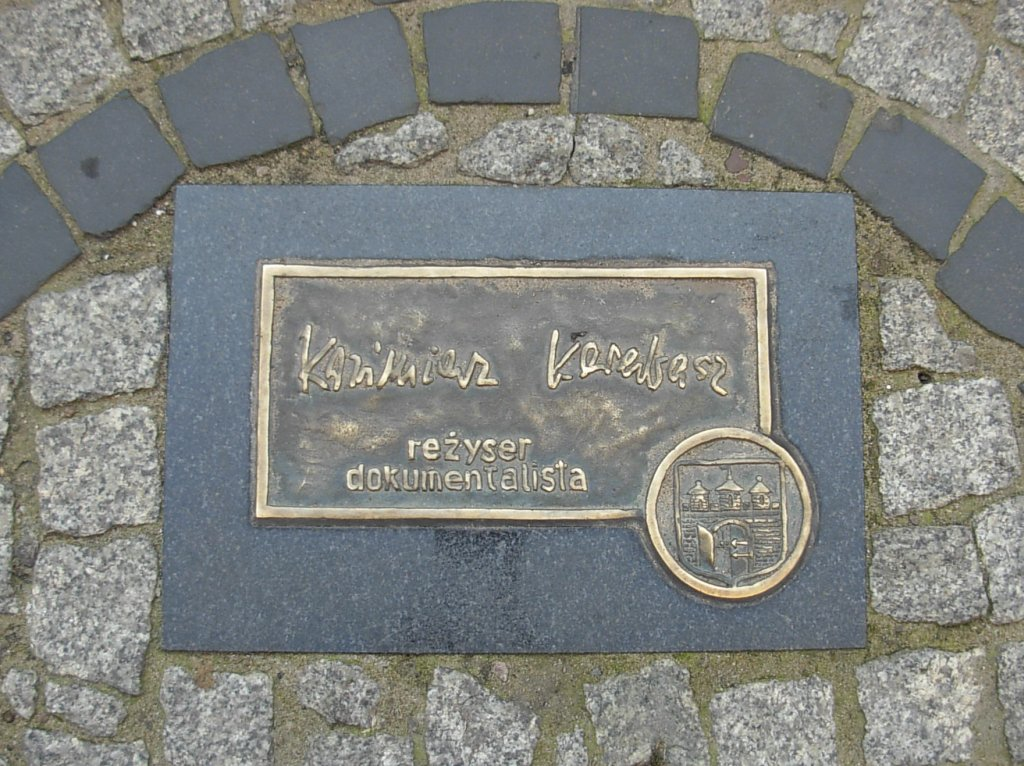
Kazimierz Karabasz - reżyser, 2008
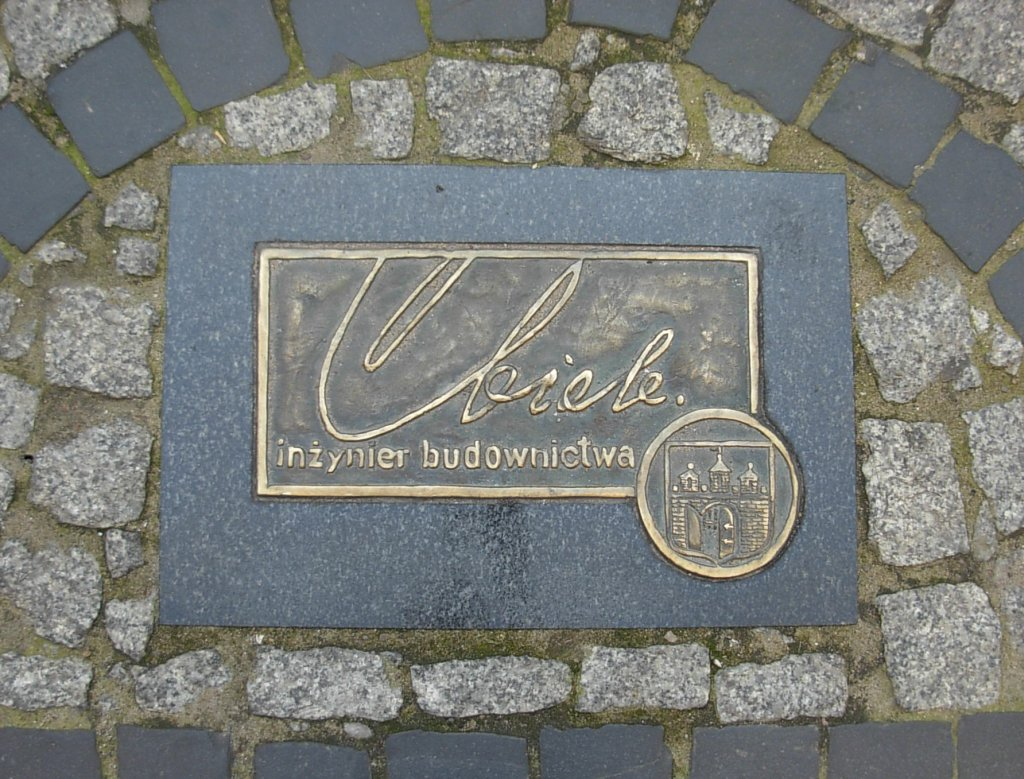
Edmund Obiała - inżynier, 2008
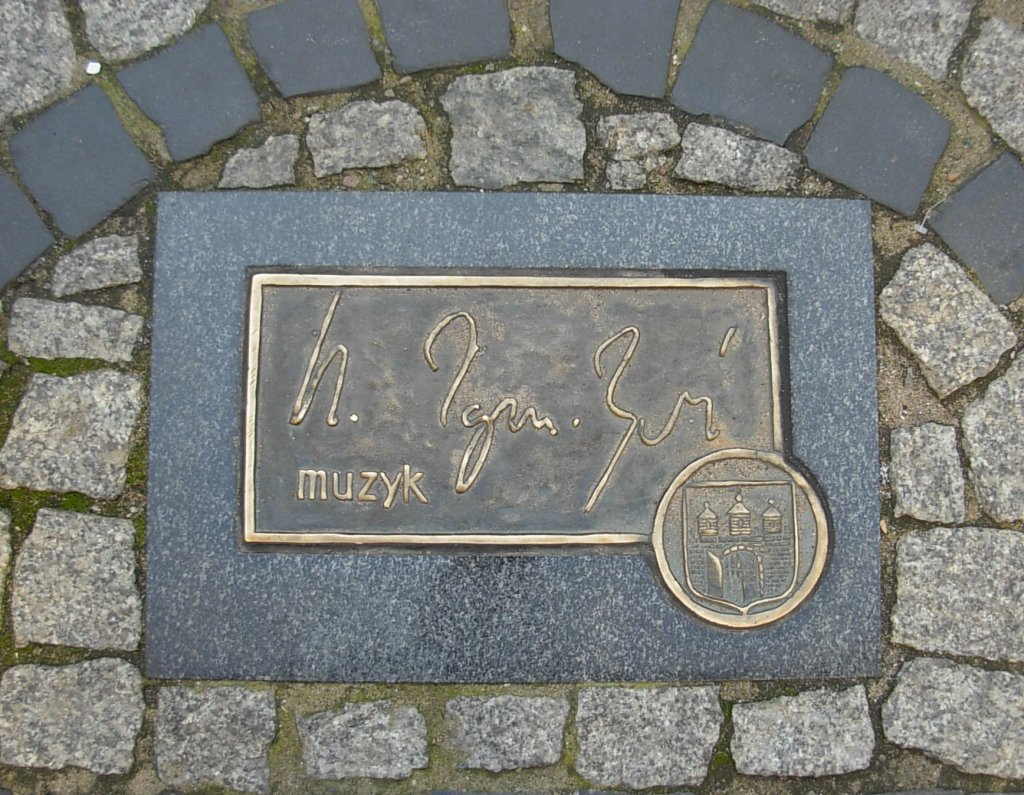
Katarzyna Popowa-Zydroń - muzyk, 2008
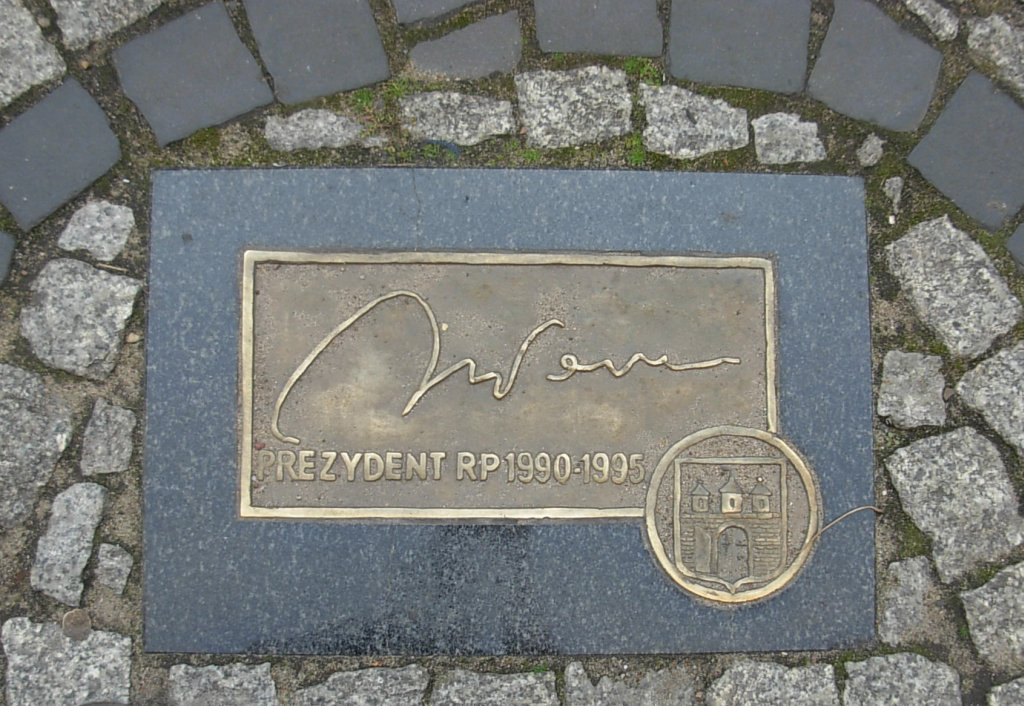
Lech Wałęsa - prezydent RP, 2008
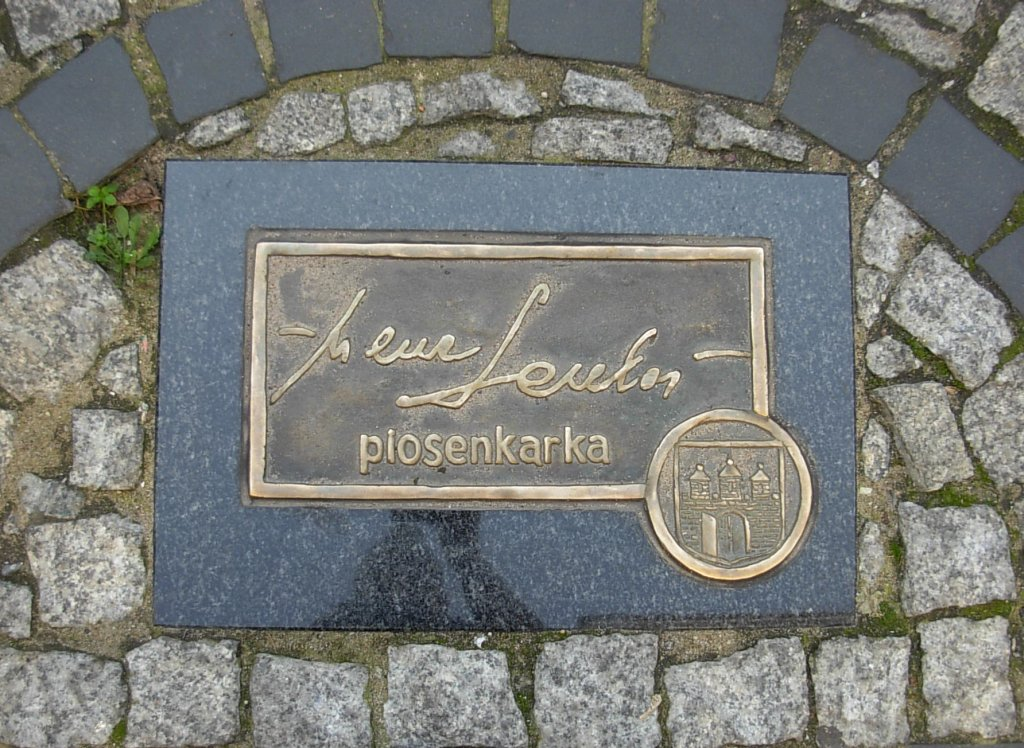
Irena Santor - piosenkarka, 2009
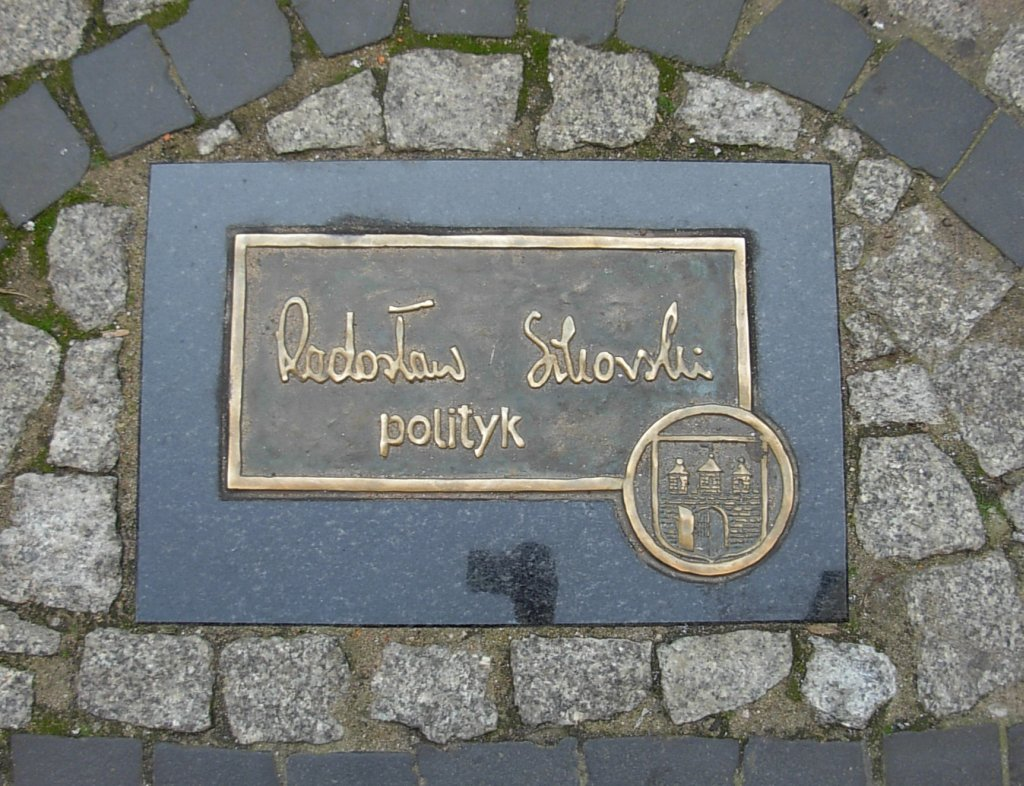
Radosław Sikorski - polityk, 2009
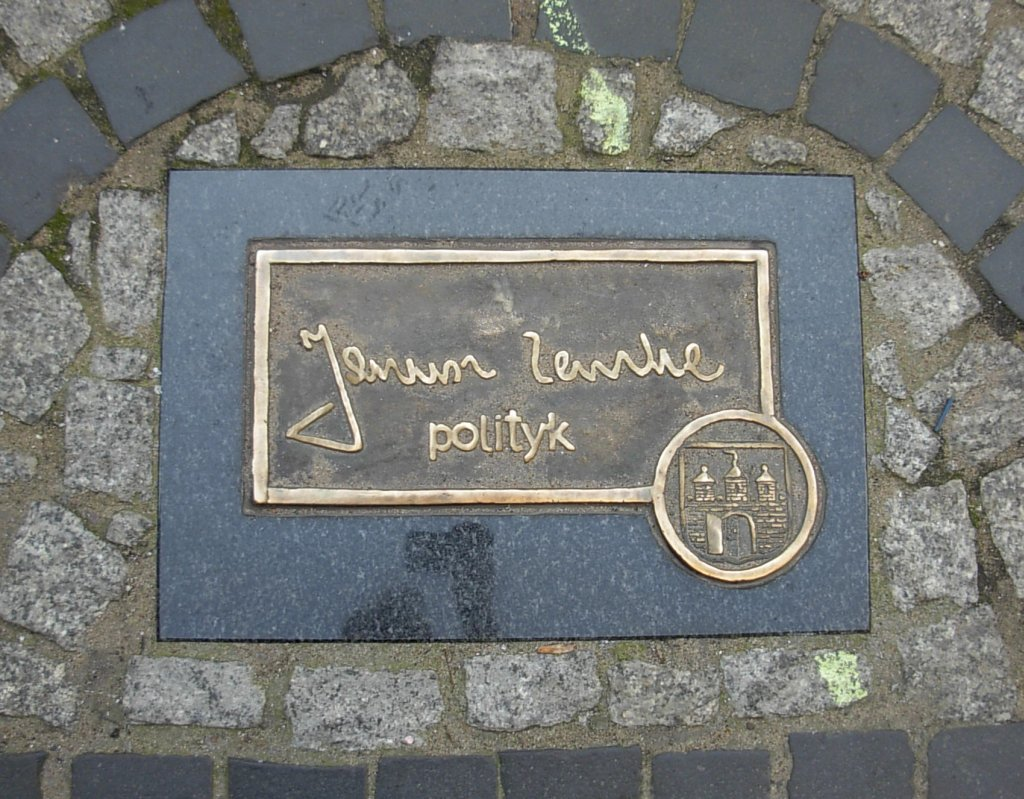
Janusz Zemke - polityk, 2009
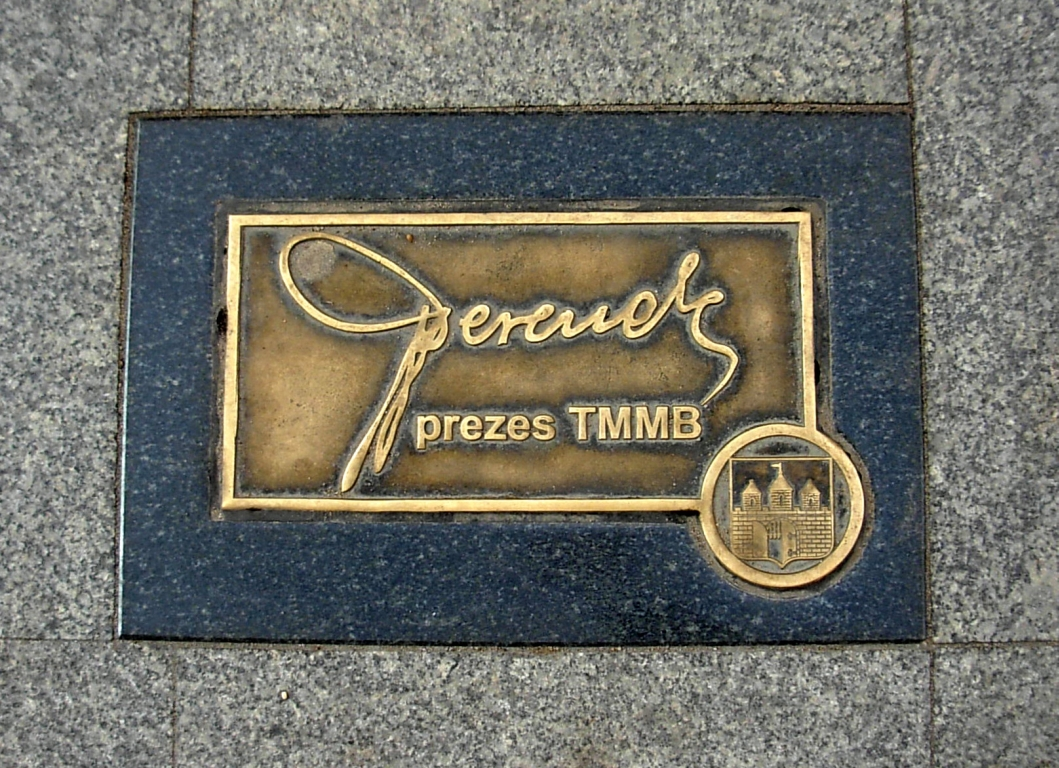
Jerzy Derenda - prezes TMMB, 2011
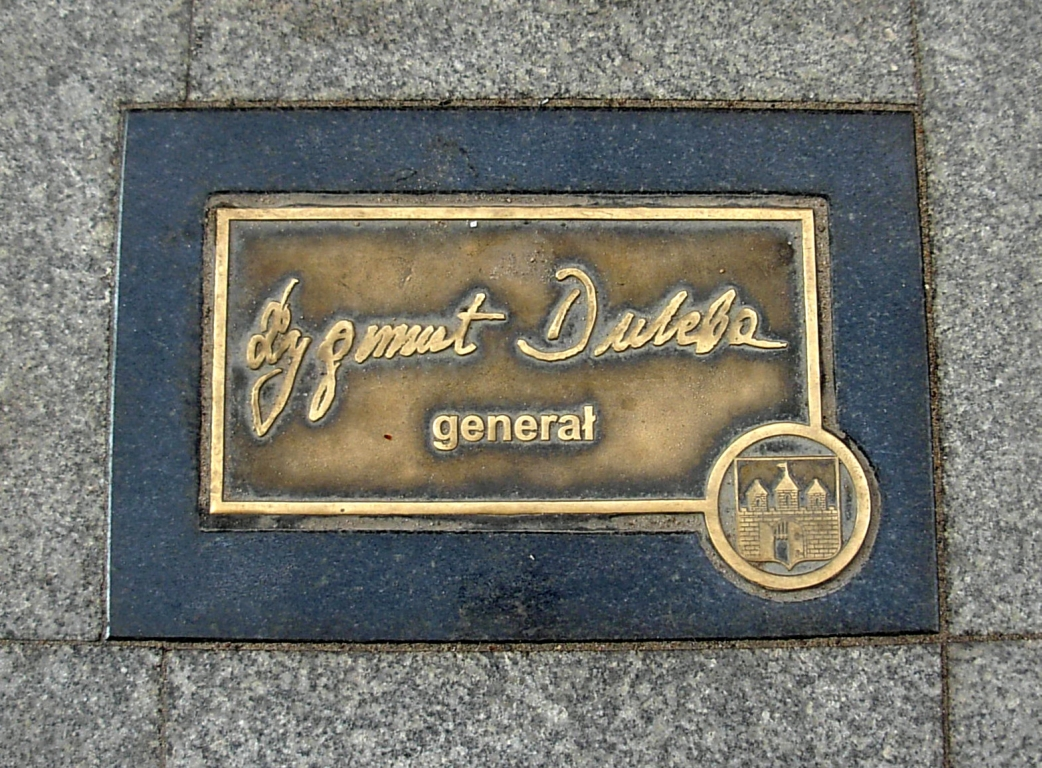
Zygmunt Duleba - generał brygady, 2011
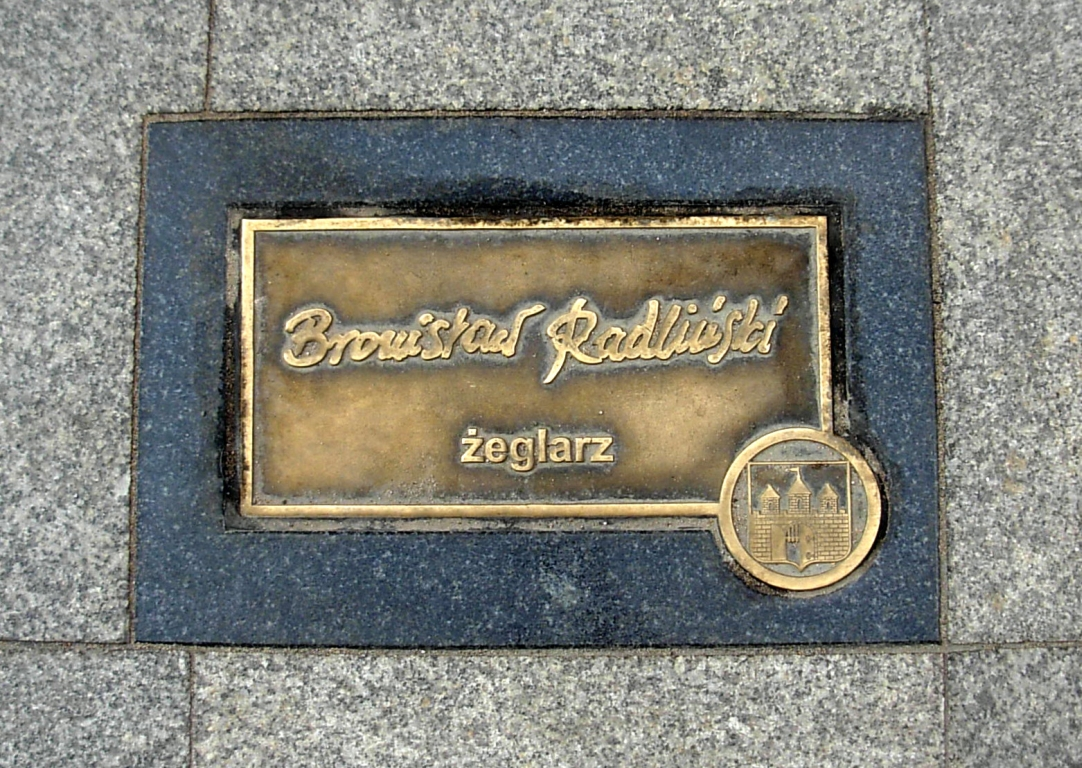
Bronisław Radliński - żeglarz, 2011
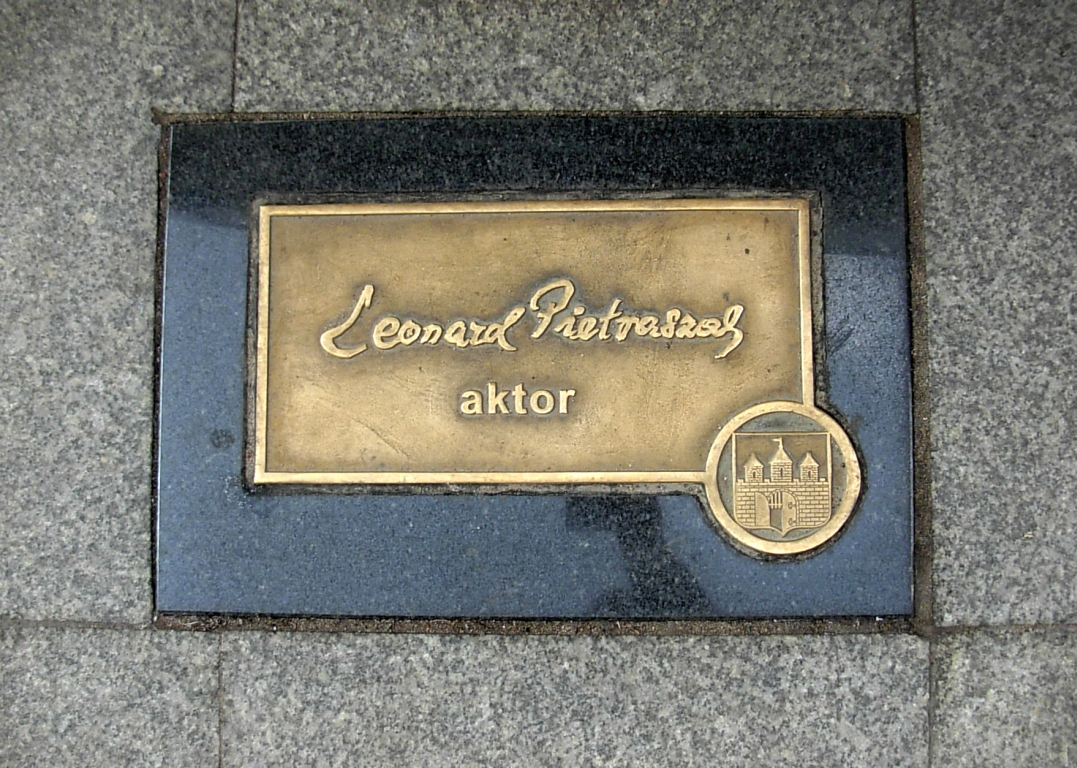
Leonard Pietraszak - aktor, 2012
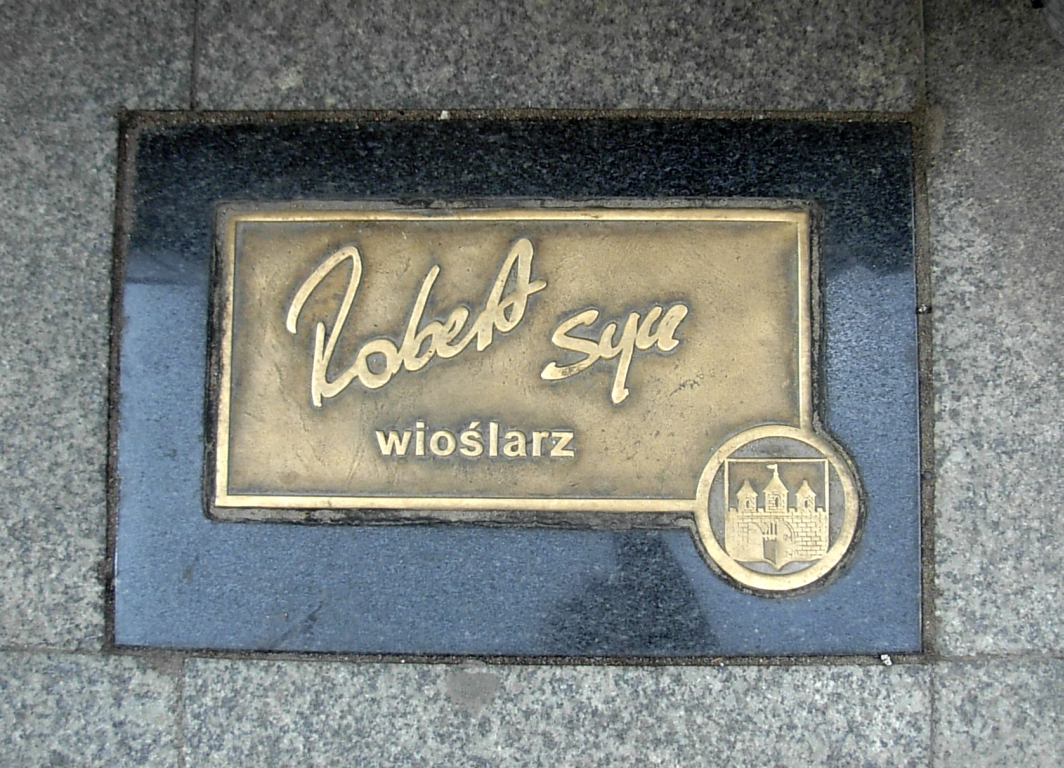
Robert Sycz - wioślarz, 2012
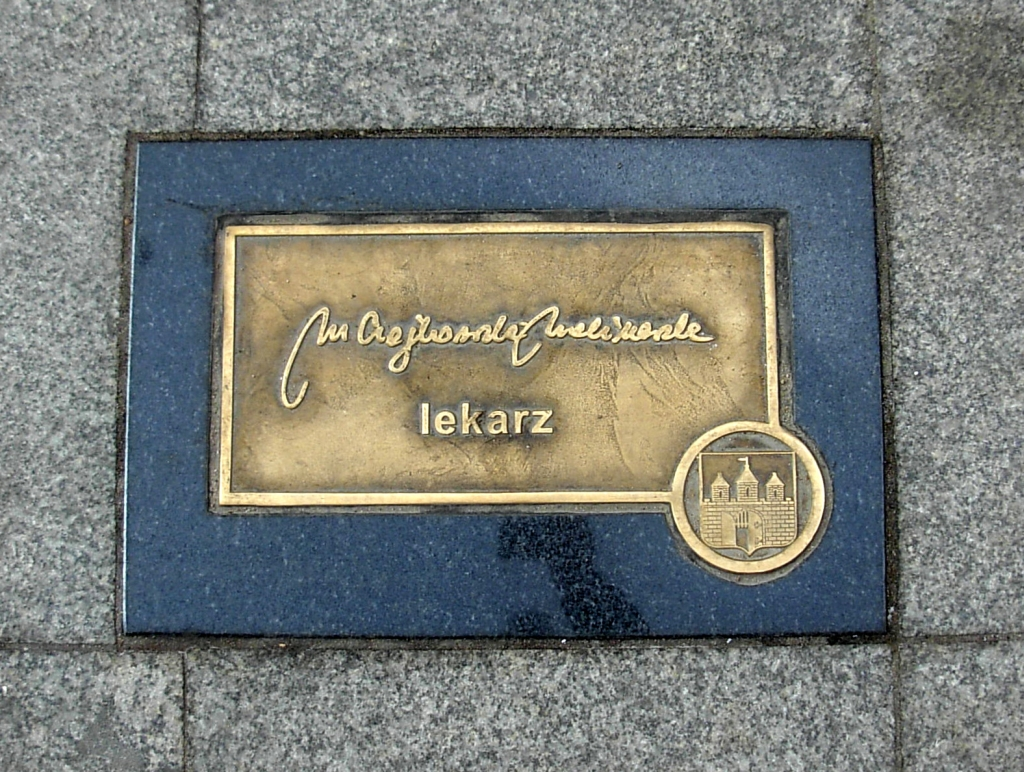
Małgorzata Czajkowska-Malinowska - lekarz, 2012
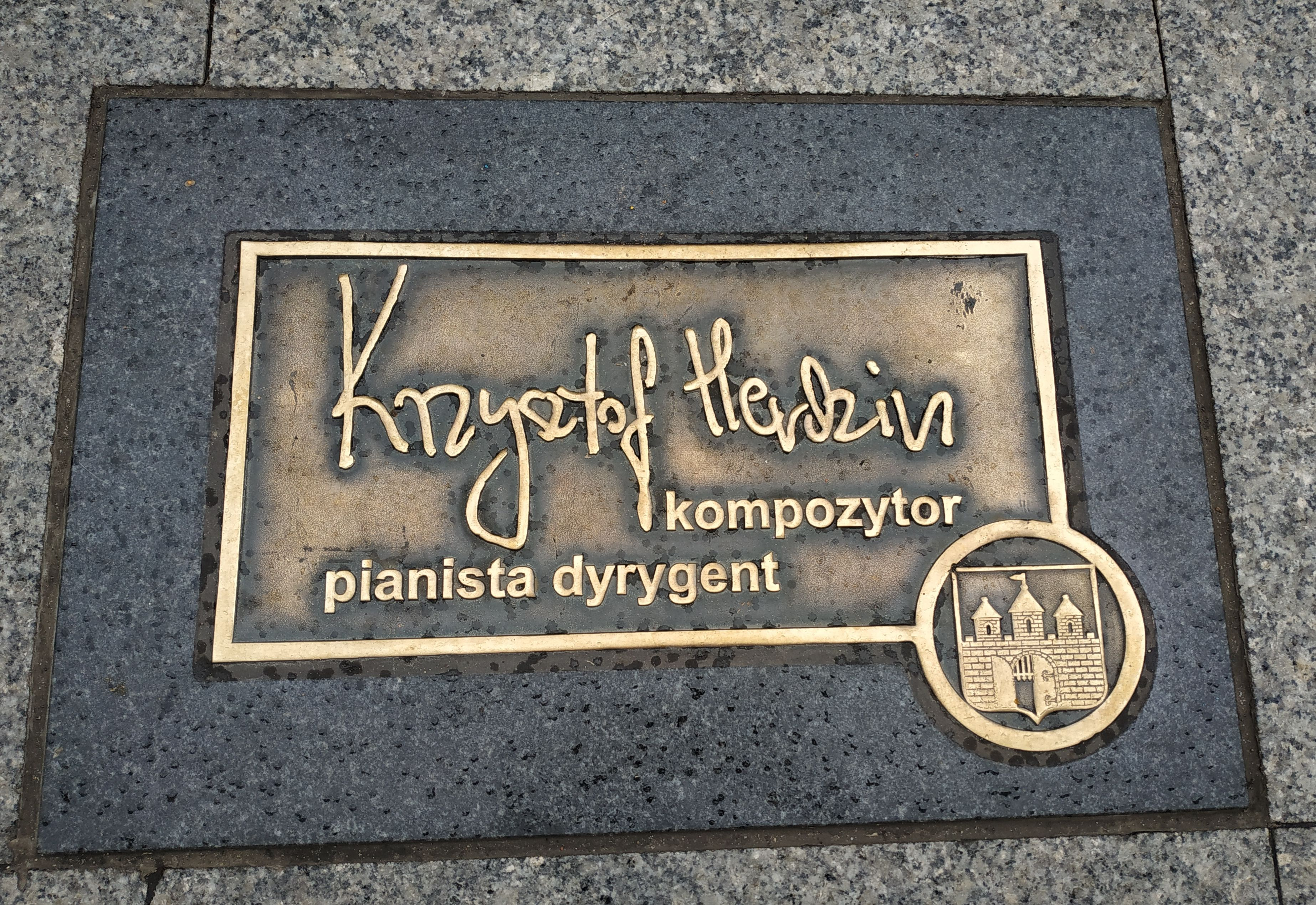
Krzysztof Herdzin - kompozytor, pianista, dyrygent, 2018